# Dalköpinge socken
Dalköpinge socken i Skåne ingick i Skytts härad, uppgick 1967 i Trelleborgs stad och området ingår sedan 1971 i  Trelleborgs kommun och motsvarar från 2016 Dalköpinge distrikt.
Socknens areal är 3,90 kvadratkilometer varav 3,88 land. År 2000 fanns här 1 195 invånare.  En del av Trelleborg samt kyrkbyn Dalköpinge med sockenkyrkan Dalköpinge kyrka ligger i socknen. 

## Administrativ historik
Socknen har medeltida ursprung. 
Vid kommunreformen 1862 övergick socknens ansvar för de kyrkliga frågorna till Dalköpinge församling och för de borgerliga frågorna bildades Dalköpinge landskommun. Landskommunen uppgick 1952 i Gislövs landskommun som uppgick 1967 i Trelleborgs stad som ombildades 1971 till Trelleborgs kommun. Församlingen utökades 2002.
1 januari 2016 inrättades distriktet Dalköpinge, med samma omfattning som församlingen hade 1999/2000.  
Socknen har tillhört län, fögderier, tingslag och domsagor enligt vad som beskrivs i artikeln Skytts härad. De indelta soldaterna tillhörde Skånska dragonregementet, Haglösa skvadron, Haglösa kompani.

## Geografi
Dalköpinge socken ligger öster om Trelleborg vid Östersjökusten. Socknen är en odlad slättbygd på Söderslätt.

## Fornlämningar
Från stenåldern finns boplatser. Från bronsåldern finns tre gravhögar.

## Namnet
Namnet skrevs 1483 Dalkøbingæ och kommer från kyrkbyn. Efterleden innehåller köping, 'handelsplats'. Förleden dal syftar på dalsänkan vid Dalköpingeån och är troligen tillagd för att skilja orten från Kyrkoköpinge.